# Jiro Okabe

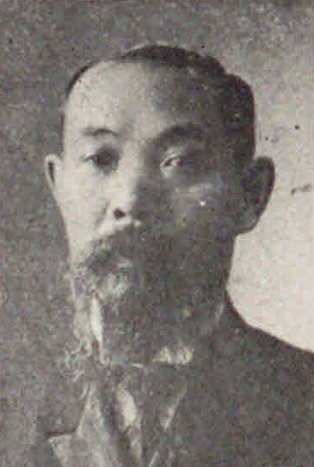
Jiro Okabe

Jiro Okabe (em japonês: 岡部 次郎; romaniz.: Okabe Jirō, 30 de setembro de 1864 – 8 de julho de 1925) foi um membro da Câmara dos Deputados do Japão. Ele também era integrante dos Rikken Seiyūkai, dos Chūseikai e dos Kenseikai.

## Vida pregressa
Okabe nasceu em Kasuga-mura, província de Shinano (atual Saku, Nagano) em 30 de setembro de 1864. Ele era o segundo filho de Yamon Okabe. Depois de frequentar a escola secundária de Ueda (atualmente denominada Colegial Ueda), Okabe estudou inglês em Dōjinsha, em Tóquio. Em 1885, ele seguiu Korekiyo Takahashi para a América. Enquanto morava em Oakland em 1889, ele se converteu ao cristianismo. Então, mudou-se para o Reino do Havaí com Harvey Saburo Hayashi no mesmo ano.

## Carreira no Havaí
No Havaí, Okabe foi ordenado em 20 de julho de 1890 e iniciou a primeira igreja japonesa em Hilo, a Igreja da Santa Cruz, em 18 de janeiro de 1891. Ele foi transferido para Honolulu em 1893. Logo após a transferência para Honolulu, ele retornou ao Japão para recrutar mais missionários japoneses, incluindo Takie Okumura e Shiro Sokabe. Ele também herdou o "Hawai Shinbun", um jornal em japonês, de Jukichi Uchida em 1894, mas rapidamente o transferiu para Kenichiro Hoshida.
Durante a derrubada do Reino do Havaí, Okabe estava do lado dos anti-monarquistas. Ele se juntou à Guarda dos Cidadãos e trabalhou para reprimir distúrbios, temendo que a má reputação dos imigrantes japoneses na época piorasse se eles se revoltassem. Uma vez que os tumultos foram acalmados, os monarquistas da comunidade japonesa não confiavam em Okabe, e ele deixou o Havaí em 1895.
Após seu período no Havaí, ele retornou ao continente americano e frequentou a Universidade da Califórnia. Após a formatura, ele obteve um doutorado na Universidade de Chicago. Ele também estudou no exterior na London School of Economics, na Universidade de Heidelberg e na Universidade de Paris.

## Carreira no Japão
Em 1899, Okabe retornou ao Japão e trabalhou como tradutor para o Ministério das Relações Exteriores. Depois disso, ele ajudou Ito Hirobumi e Watanabe Kunitake a formar o Rikken Seiyūkai. Ele também se tornou o escritor principal do Hokkai Times. Quando a Guerra Russo-Japonesa começou, Okabe trabalhou como diretor de correspondentes estrangeiros. Após a guerra, Okabe tornou-se o chefe da diplomacia do governo militar de Yingkou, assuntos de residentes e divisões administrativas em rápida sucessão.
Okabe foi eleito para o cargo durante a eleição geral japonesa, em 1912. Foi reeleito quatro vezes.
Ele morreu em 8 de julho de 1925. No dia anterior, recebeu o título de Jushi-i.